# Women's Rugby Gold Cup Championship
Le Women's Rugby Gold Cup Championship est une compétition annuelle de rugby à XV mettant aux prises 8 équipes représentatives de Red River, Midwest, Atlantic North et Mid Atlantic.

## Histoire
Organisée l'initiative de la USA Rugby pour offrir une compétition d'élite de haut niveau aux clubs féminins de rugby des États-Unis, elle est l'équivalent de la Rugby Gold Cup Championship lancée en 2016.
En 2016-2017, les Raleigh Venom, les NOVA Women (en), les Chicago Women, les Boston Women, les Minnesota Valkyries, les Detroit Women et les Beantown rugby Women étaient les sept équipes qualifiées pour la compétition. Les championnes inaugurales étaient les Beantown Rugby Women, devant les NOVA Women.

## Liste des équipes en compétition
La compétition oppose pour la saison 2017-2018 les huit équipes suivantes :
| Club                    | Fondé | Stade                    | Ville         |
| ----------------------- | ----- | ------------------------ | ------------- |
| Monmouth Renegades (en) | -     | Thompson Park            | Red Bank      |
| NOVA Women (en)         | -     | -                        | Arlington     |
| Boston Women            | -     | -                        | Jamaica Plain |
| Raleigh Venom           | -     | Poole Road Rugby Complex | Raleigh       |
| Austin Valkyries        | -     | -                        | Austin        |
| Chicago Women           | -     | Humboldt Park            | Chicago       |
| Detroit Women           | -     | Farwell Field            | Détroit       |
| Houston Athletic Women  | -     | Houston Sports Park      | Houston       |

## Palmarès
| Saison    | Vainqueur            | Score       | Finaliste  |
| --------- | -------------------- | ----------- | ---------- |
| 2016-2017 | Beantown rugby Women | Round-robin | NOVA Women |
| 2017-2018 | Raleigh Venom        | Round-robin | NOVA Women |

## Saison 2016-2017

### Classement
| Rang | Club                | J | V | N | D | Bo | Bd | Pm  | Pe  | Diff | Pts |
| ---- | ------------------- | - | - | - | - | -- | -- | --- | --- | ---- | --- |
| 1    | Beantown RFC        | 4 | 3 | 0 | 1 | 2  | 1  | 125 | 95  | +30  | 15  |
| 2    | NOVA Women          | 4 | 3 | 0 | 1 | 2  | 0  | 160 | 54  | +106 | 14  |
| 3    | Chicago North Shore | 4 | 2 | 0 | 2 | 1  | 1  | 87  | 83  | +4   | 10  |
| 4    | Boston Women        | 4 | 2 | 0 | 2 | 2  | 0  | 32  | 96  | -64  | 10  |
| 5    | Raleigh Venom       | 4 | 2 | 0 | 2 | 2  | 0  | 114 | 0   | +114 | 8¹  |
| 6    | Minnesota Valkyries | 2 | 0 | 0 | 2 | 0  | 0  | 0   | 114 | -114 | 0   |
| 7    | Detroit Women       | 2 | 0 | 0 | 2 | 0  | 0  | 5   | 146 | -141 | 0   |

¹Raleigh Venom a été sanctionné de 2 points de pénalité.
|  | Vainqueur (no 1). |

Attribution des points : victoire sur tapis vert : 5, victoire : 4, match nul : 2, défaite : 0, forfait : -2 ; plus les bonus (offensif : 4 essais marqués ; défensif : défaite par 7 points d'écart maximum).

## Saison 2017-2018

### Classement[2]
| Rang | Club                   | J | V | N | D | Bo | Bd | Pm  | Pe  | Diff | Pts |
| ---- | ---------------------- | - | - | - | - | -- | -- | --- | --- | ---- | --- |
| 1    | Raleigh Venom          | 6 | 6 | 0 | 0 | 5  | 0  | 340 | 38  | +302 | 29  |
| 2    | NOVA Women             | 6 | 6 | 0 | 0 | 5  | 0  | 254 | 37  | +217 | 29  |
| 3    | Houston Athletic Women | 6 | 3 | 0 | 3 | 3  | 1  | 210 | 179 | +31  | 16  |
| 4    | Austin Valkyries       | 5 | 3 | 0 | 2 | 2  | 0  | 171 | 86  | +85  | 14  |
| 5    | Boston Women           | 6 | 3 | 0 | 3 | 1  | 0  | 54  | 59  | -5   | 13  |
| 6    | Monmouth Renegades     | 6 | 2 | 0 | 4 | 1  | 0  | 34  | 285 | -251 | 9   |
| 7    | Detroit Women          | 5 | 0 | 0 | 5 | 0  | 0  | 43  | 195 | -152 | 0   |
| 8    | Chicago Women          | 6 | 0 | 0 | 6 | 0  | 0  | 29  | 256 | -227 | 0   |

|  | Vainqueur (no 1). |

Attribution des points : victoire sur tapis vert : 5, victoire : 4, match nul : 2, défaite : 0, forfait : -2 ; plus les bonus (offensif : 4 essais marqués ; défensif : défaite par 7 points d'écart maximum).